# جورديف سينغ
جورديف سينغ (بالإنجليزية: Gurdev Singh)‏ هو لاعب كرة قدم هندي، ولد في 20 أبريل 1950.